# Valentina Forte
Valentina Forte (Roma, ...) è un'attrice italiana.

## Biografia
Valentina Forte inizia la carriera sul grande schermo negli anni ottanta legando le proprie interpretazioni con lo pseudonimo di Valerie Blake a film di genere azione-horror con registi come Lamberto Bava (con lo pseudonimo John Old jr.) in Blastfighter (1984), quindi come Valentina Forte con Ruggero Deodato, Inferno in diretta (1985) e Camping del terrore (1987). Negli anni novanta cambia genere interpretando Stefania nel cortometraggio, sentimentale Arrivederci Roma (1990), regia di Clive Donner, spostando il suo impegno nel settore televisivo con film per la televisione oltre alla partecipazione a serie TV, tornando sul piccolo schermo dopo la partecipazione alla seconda stagione de I ragazzi del muretto (1993).
Nel 1992 partecipa al programma televisivo di Canale 5 Cercasi Rossella, promosso per dare un volto, tramite concorso, al personaggio di Rossella O'Hara nella miniserie televisiva Rossella; in quell'occasione per risultare più fedele al personaggio di Via col vento indossò lenti a contatto verdi. Benché risultata vincitrice dell'edizione italiana e quindi finalista all'assegnazione della parte assieme all'irlandese Caitríona Ní Mhurchú e alla statunitense di origini turche Derya Zerrin Berti, non riuscirà ad essere selezionata in favore di Joanne Whalley, a quel tempo moglie di Val Kilmer.

## Filmografia parziale

### Cinema
- Blastfighter, regia di Lamberto Bava (1984)
- Inferno in diretta, regia di Ruggero Deodato (1985)
- Camping del terrore, regia di Ruggero Deodato (1987)
- Arrivederci Roma, regia di Clive Donner – cortometraggio (1990)
- Il giardino dei ciliegi, regia di Antonello Aglioti (1992)
- Volevamo essere gli U2, regia di Andrea Barzini (1992)
- Mi manca Marcella, regia di Renata Amato (1992)
- L'orso di peluche (L'Ours en peluche), regia di Jacques Deray (1994)

### Televisione
- Skipper, regia di Roberto Malenotti – film TV (1984)
- I ragazzi del muretto – serie TV (1993)
- Une famille formidable – serie TV, episodio Des vacances orageuses (1992)
- L'ombra della sera, regia di Cinzia TH Torrini – film TV (1994)
- Servo d'amore, regia di Sandro Bolchi – film TV (1995)